# Foslyn Grant
Foslyn Eggerton Grant Valladares (Comayagua, 4 de octubre de 1998) es un futbolista hondureño. Juega de delantero y su actual equipo es el C. D. Vida de la Liga Nacional de Honduras.

## Trayectoria

### Motagua
Debutó con la camisa de Motagua el 31 de enero de 2015, en un partido de la Jornada 3 del Clausura 2015, que Motagua ganó de visita por 2 goles a 0 ante el Marathón. El 14 de noviembre de ese año marcó su primer gol en la histórica goleada de 7-1 frente a Real España. El 13 de marzo de 2016 viajó a Francia para someterse a un periodo de prueba por 14 días al Stade de Reims de la Ligue 1.

## Selección nacional
El 18 de septiembre de 2015 se anunció que había sido convocado para disputar la Copa Mundial de Fútbol Sub-17 de 2015 en Chile.

### Participaciones en Copas del Mundo
| Mundial                     | Sede  | Resultado    | PJ | Goles |
| --------------------------- | ----- | ------------ | -- | ----- |
| Copa Mundial Sub-17 de 2015 | Chile | Primera Fase | 3  | 1     |

## Estadísticas

### Clubes
| Motagua Honduras                                                 | 2014-15             | 1.ª                 | 3  | 0 | - | - | - | - | 3  | 0 |
| Motagua Honduras                                                 | 2015-16             | 1.ª                 | 5  | 1 | - | - | 0 | 0 | 5  | 1 |
| Motagua Honduras                                                 | 2016-17             | 1.ª                 | 5  | 0 | - | - | - | - | 5  | 0 |
| Motagua Honduras                                                 | 2017-18             | 1.ª                 | 0  | 0 | - | - | - | - | 0  | 0 |
| Motagua Honduras                                                 | Total               | Total               | 13 | 1 | 0 | 0 | 0 | 0 | 13 | 1 |
| Vida Honduras                                                    | 2018-19             | 1.ª                 | 18 | 2 | - | - | - | - | 18 | 2 |
| Vida Honduras                                                    | Total               | Total               | 18 | 2 | 0 | 0 | 0 | 0 | 18 | 2 |
| Total en su carrera                                              | Total en su carrera | Total en su carrera | 31 | 3 | 0 | 0 | 0 | 0 | 31 | 3 |
| (1)Incluye Copa de Honduras. (2)Incluye Concacaf Liga Campeones. |                     |                     |    |   |   |   |   |   |    |   |

## Palmarés

### Campeonatos nacionales
| Título          | Club    | País     | Año  |
| --------------- | ------- | -------- | ---- |
| Torneo Apertura | Motagua | Honduras | 2016 |
| Torneo Clausura | Motagua | Honduras | 2017 |

## Vida privada
Es sobrino del reconocido exportero hondureño Noel Valladares.